# Mezquita de Berlín

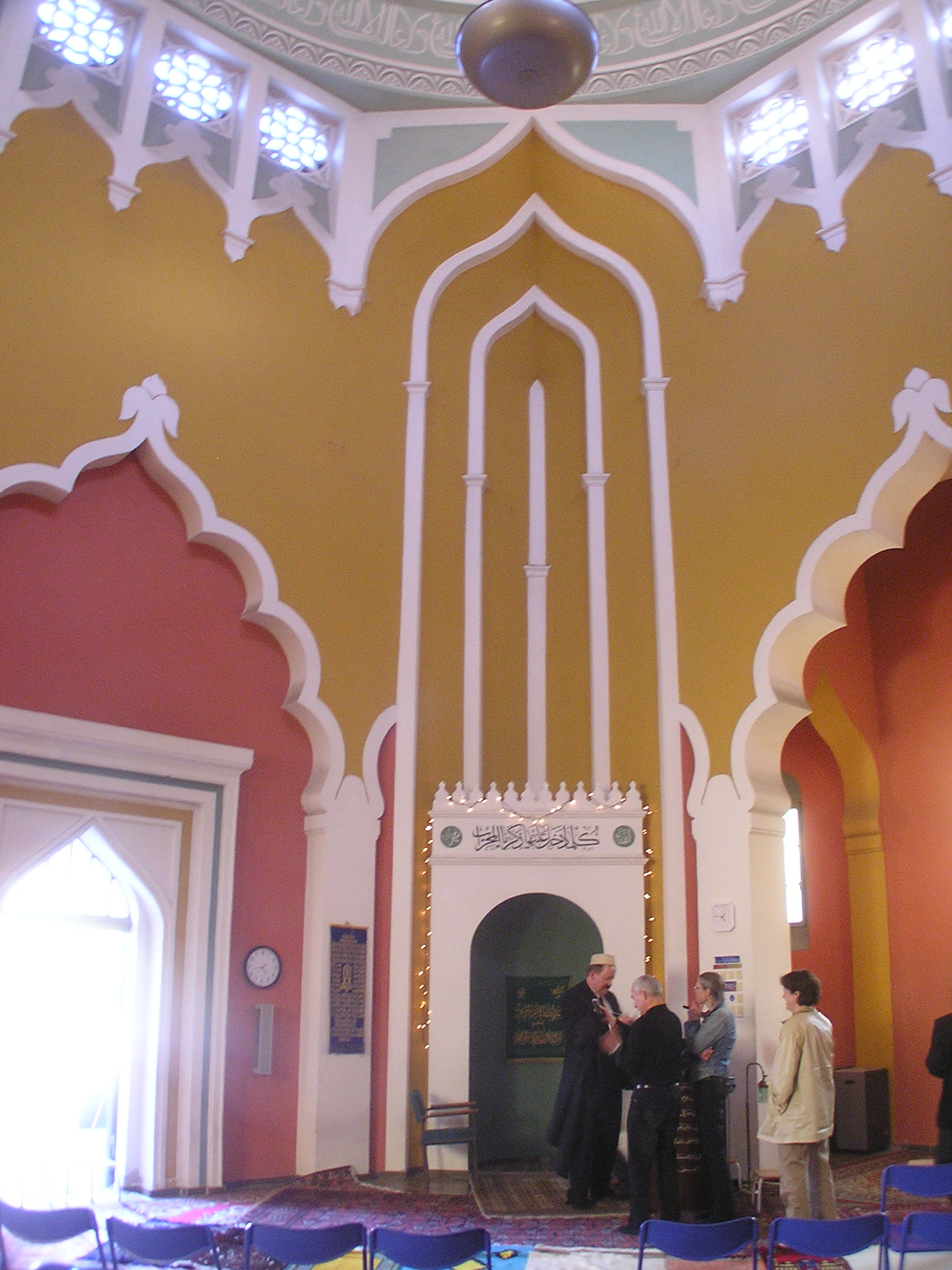
Interior of Ahmadiyya Mosque.

La Mezquita de Berlín (hoy también Wilmersdorfer Moschee) en Berlín es la mezquita más antigua de Alemania, se encuentra en Brienner Straße 7-8 en el barrio de Berlin-Wilmersdorf. Ha sido diseñada por K. A. Hermann y construida entre 1924 y 1928. La Mezquita de Berlín, que tiene dos minaretes de 32 metros de altura, ha sido severmente dañado en la Segunda Guerra Mundial.
Los dos minaretes que fueron destruidos durante la Segunda Guerra Mundial, fueron reconstruidos recientemente (1999-2001).
La "oración (azalá) del viernes" (salât al-yumu'ah) siempre es a las 13.15 horas.
La mezquita está mantenida por la Ahmadiyya Anjuman Ishaat-i-Islam Lahore. La construcción de esta mezquita, fue producto de la política misional del fundador de la comunidad ahmadía, Mirza Ghulam Ahmad, por ello muchas de las primeras mezquitas construidas en países occidentales fueron construidas por ellos.